# Condominio di via Venezia
Il cosiddetto Condominio di via Venezia è un'interessante architettura novecentesca a Marina di Carrara, opera di Edoardo Detti, situato in via Venezia 2.

## Storia
Detti iniziò ad elaborare le prime ipotesi per un complesso a destinazione mista (residenza, commercio e terziario) a partire dal 1957, sviluppando un'ingente mole di schizzi e studi sino alla fine del 1959. Gli elaborati esecutivi della soluzione definitiva vennero finalmente redatti nel luglio del 1960. L'edificio venne concluso nel 1965. In questo complesso Detti sperimentò soluzioni tipologiche e formali che ripropose nella coeva sede degli Uffici giudiziari di Massa e, soprattutto, nel complesso per abitazioni e magazzino commerciale a Sesto Fiorentino (commissionato nel 1963).

## Descrizione

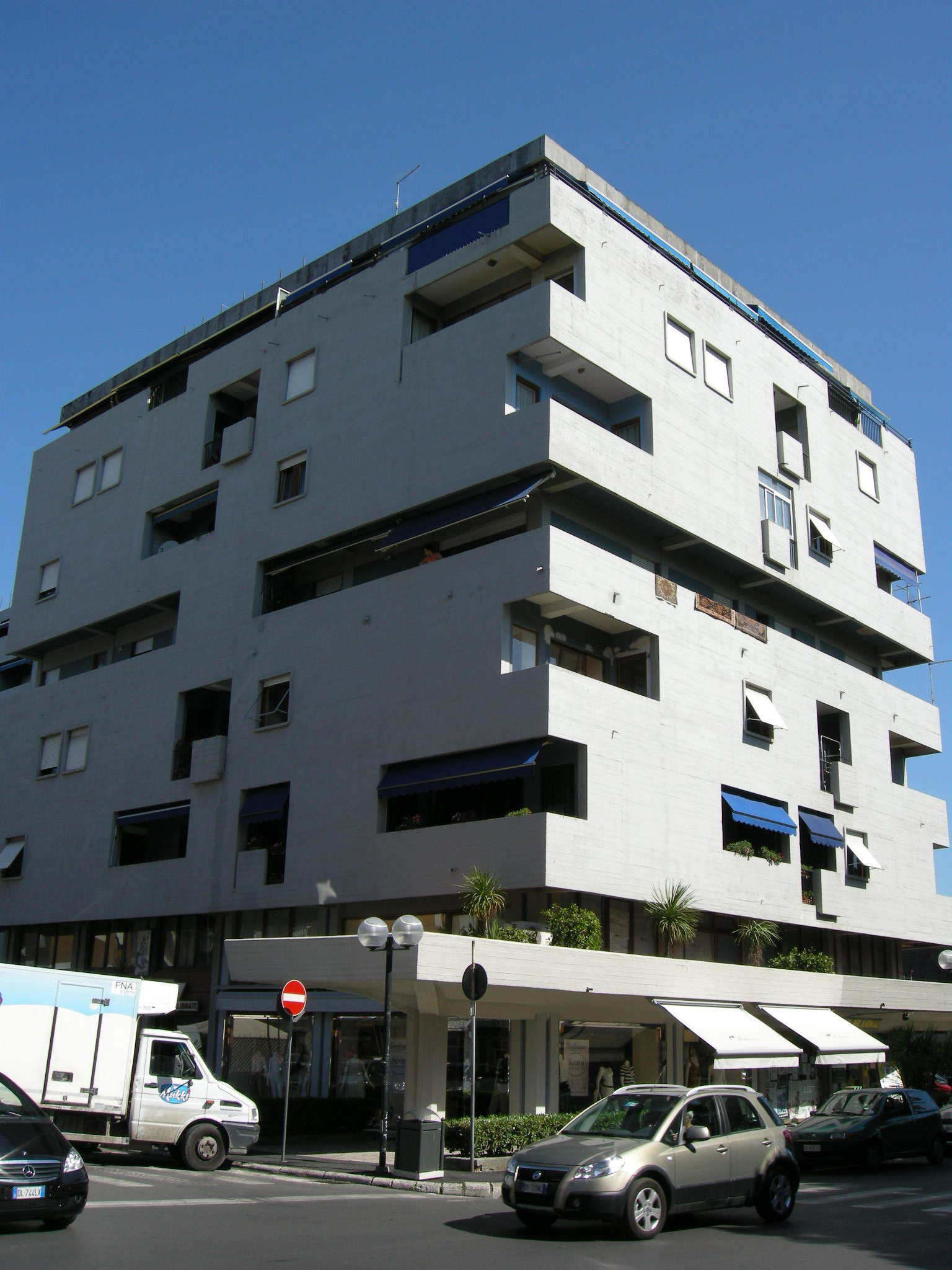
Veduta laterale

L'edificio è situato nel centro di Marina di Carrara, in un lotto rettangolare delimitato ad est da piazza Nazioni Unite, ampio vuoto alberato a pini, a nord da via Garibaldi e a sud da via Venezia: dai due fronti nord e sud si accede, tramite bassi cancelli, agli spazi condominiali interni, in parte pavimentati ed in parte erbosi con alcune alberature e arbusti: verso la piazza sono invece localizzate le attività commerciali con le rispettive vetrine.
Il tessuto circostante è caratterizzato da edifici residenziali in linea dai 4 ai 6 piani con attività commerciali ai piani terra, mentre il fronte settentrionale della piazza è costituito da una serie di edifici a schiera su due piani dei primi del Novecento.
Il complesso è caratterizzato da un impianto e una volumetria compatte su sette piani fuori terra più uno ammezzato, risultanti dall'accorpamento di due diversi nuclei - un corpo a torre, a pianta quadrata, e uno a sviluppo longitudinale, a sua volta composto da due edifici in linea - uniti da un passaggio su due livelli sovrastato da balconi che funge da collegamento pedonale tra le vie Garibaldi e Venezia. A tale volume si addossano, sui fronti settentrionale e meridionale, due stecche ad un piano destinate, quello su via Venezia, a negozi e, quello su via Garibaldi, a garage.

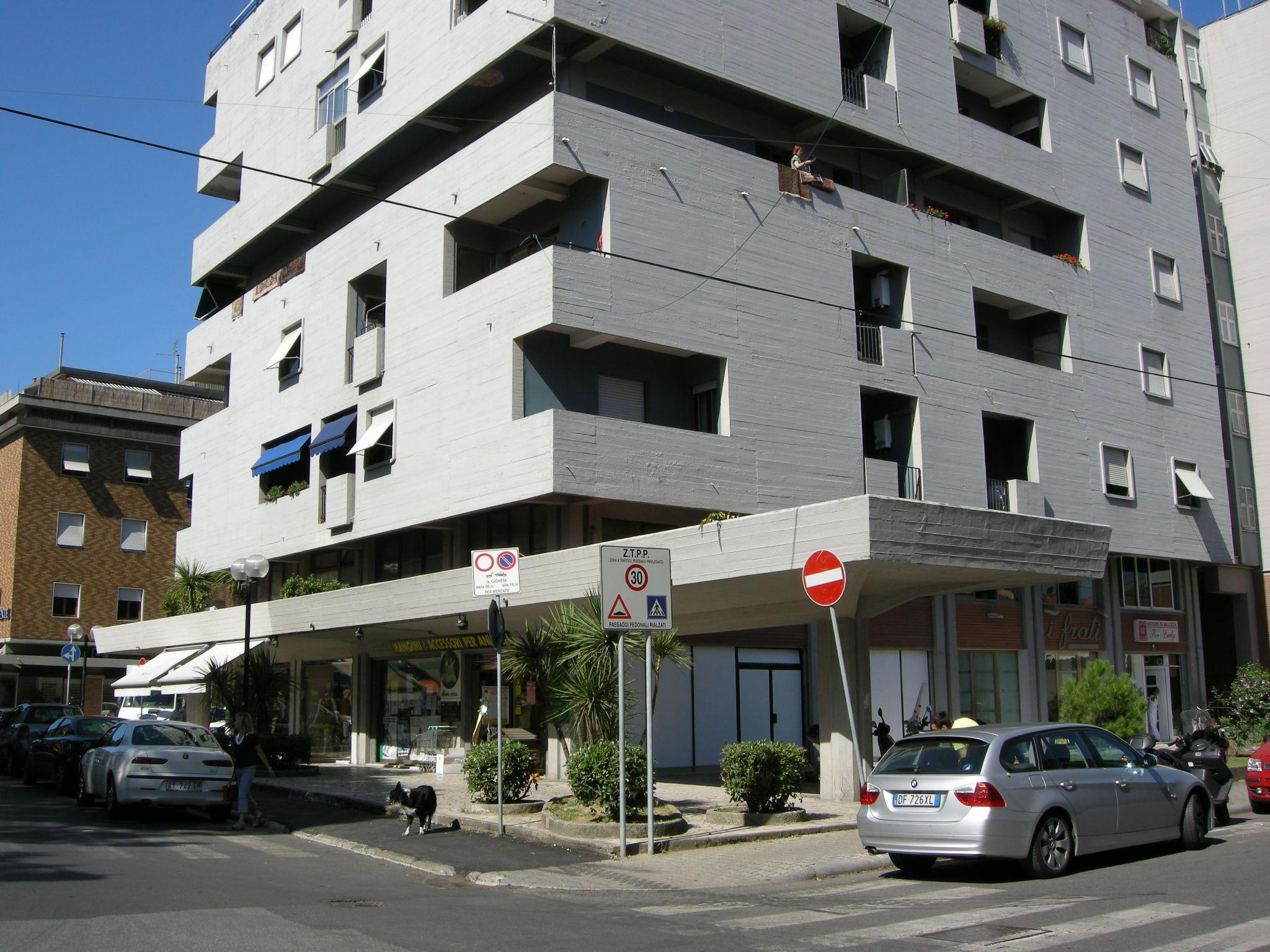
Il pian terreno

La compattezza della volumetria e il carattere "brutalista" del paramento in cemento faccia vista sono articolate e animate dal sapiente gioco delle aperture di pura foggia geometrica, dal risalto degli aggetti e dalle campiture cromatiche: le facciate sono infatti scandite da profonde logge a nastro - più vigorose nel corpo torre dove si addensano in prossimità degli spigoli a segnalare l'intersezione delle due superfici sino a divenire, a circa metà dell'altezza, un unico taglio orizzontale - da balconi dal profilo mistilineo, dal deciso arretramento del fronte dell'ultimo piano e da finestre quadrate con cornici aggettanti in cemento; il fronte sulla piazza è scandito orizzontalmente dalla copertura a sbalzo del portico prospiciente le attività commerciali mentre tutte le facciate sono caratterizzate dagli intonaci color carta zucchero all'interno delle logge (il corpo longitudinale anche dal mattone faccia vista del mezzanino). Alla dichiarata modernità dei volumi e dei paramenti, che si riferisce esplicitamente alle soluzioni avanguardistiche del panorama internazionale, fa da contrappunto una distribuzione interna decisamente tradizionale: per il corpo torre un corpo scala centrale, con paramenti in marmo e legno alle pareti dell'andito, serve 3 appartamenti per piano (di 6 e 4 vani), e per l'edificio in linea i due vani scala, affacciati sul giardino interno verso via Venezia e sempre in marmo e legno, distribuisce a appartamenti di 4 e 5 vani. Tutti gli appartamenti sono dotati di balconi e sono caratterizzati dalla divisione in zona giorno e zona notte.
Per quanto concerne la destinazione degli edifici, al piano terra del corpo torre sono localizzati i negozi, al mezzanino gli uffici e ai piani superiori gli uffici e gli appartamenti, mentre l'edificio in linea è destinato esclusivamente a appartamenti.

## Fortuna critica

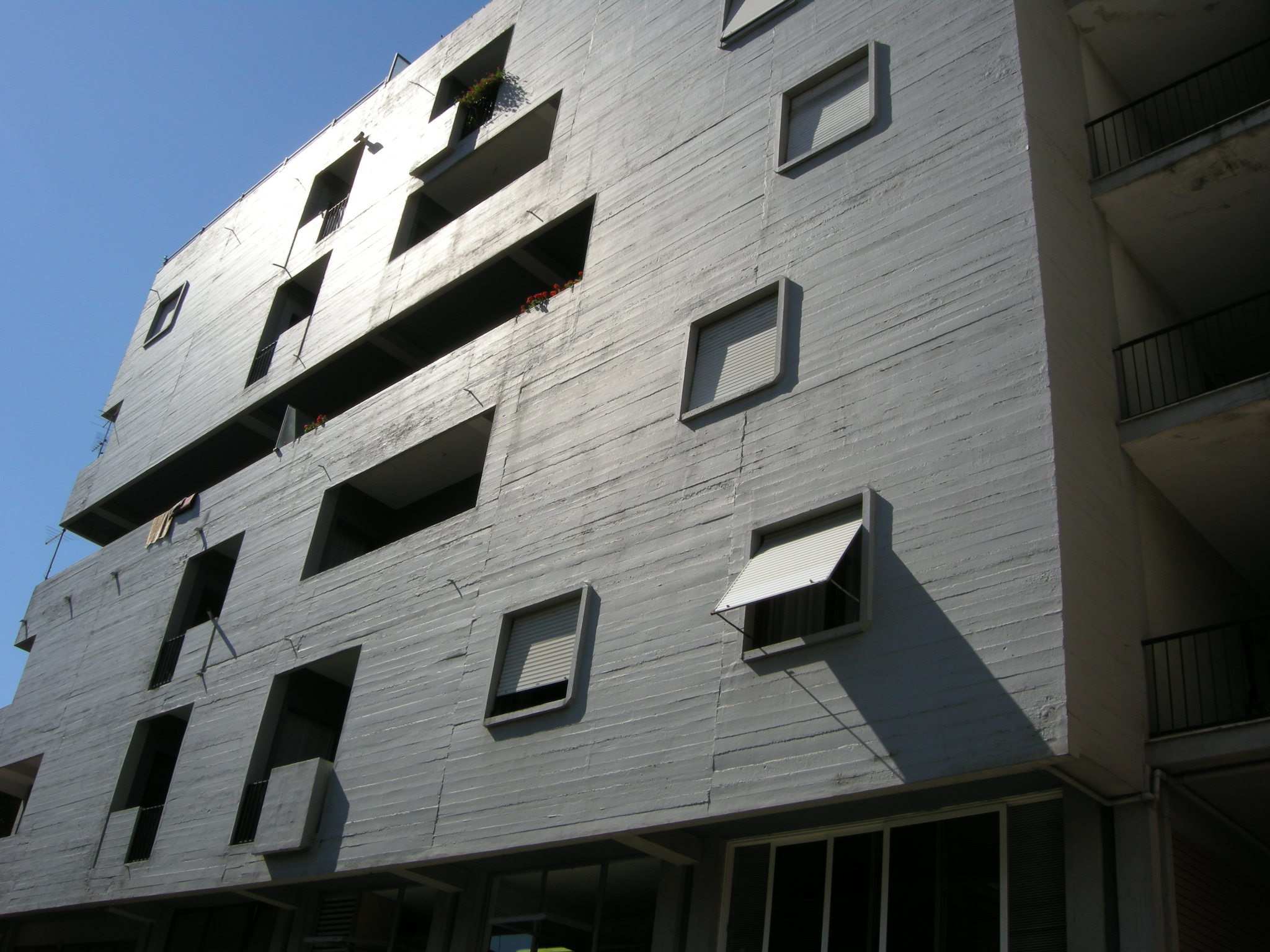
Riflessi sul cemento

L'edificio suscita, sin dalla fase della costruzione, un certo interesse nella critica nazionale e internazionale: Santini (1968) loda il rigore e l'autonomia della ricerca progettuale - evidenziando la rottura della serialità, la libera impaginazione dei prospetti, l'accentuazione dei valori tridimensionali, l'assenza di finiture e di aggiunte e lo studio accurato dei profili - confrontandola con le maggiori esperienze contemporanee. Egli inoltre nota come "la vox populi" di Carrara abbia già da tempo definito l'edificio il "cremlino", dimostrando quanto poco basti in provincia a fare scalpore, soprattutto in considerazione del fatto che le soluzioni adottate da Detti appaiono piuttosto il frutto di fondamentali esperienze storiche contemporanee, che non conseguenza di ricerche o di atteggiamenti sperimentali, facendosi portatrici di una scelta progettuale che nulla concede al gusto balneare. Giorgieri e Di Pietro, in epoca più recente (1989, 1994), ne sottolineano il calibrato rapporto fra il volume e il sistema delle aperture che costituisce il principio organizzativo dell'immagine architettonica.